# Empoasca vargasi
Empoasca vargasi är en insektsart som beskrevs av Rowland Southern 1982. Empoasca vargasi ingår i släktet Empoasca och familjen dvärgstritar. Inga underarter finns listade i Catalogue of Life.